# Träslövs församling
Träslövs församling är en församling i Varbergs och Falkenbergs kontrakt i Göteborgs stift. Församlingen utgör ett eget pastorat och ligger i Varbergs kommun i Hallands län.

## Administrativ historik
Församlingen har medeltida ursprung. 
Församlingen utgjorde till 1693 ett eget pastorat för att därefter till 1840-talet vara moderförsamling i pastoratet Träslöv och Varbergs slottsförsamling. På 1840-talet införlivades Varbergs slottsförsamling och därefter utgör Träslövs församling ett eget pastorat. Under tiden 1848 till 1880 återfanns Varbergs straffängelses församling inom Träslövs församlings gränser.

## Kyrkor
- Träslövs kyrka
- Träslövsläge kyrka